# E63号線

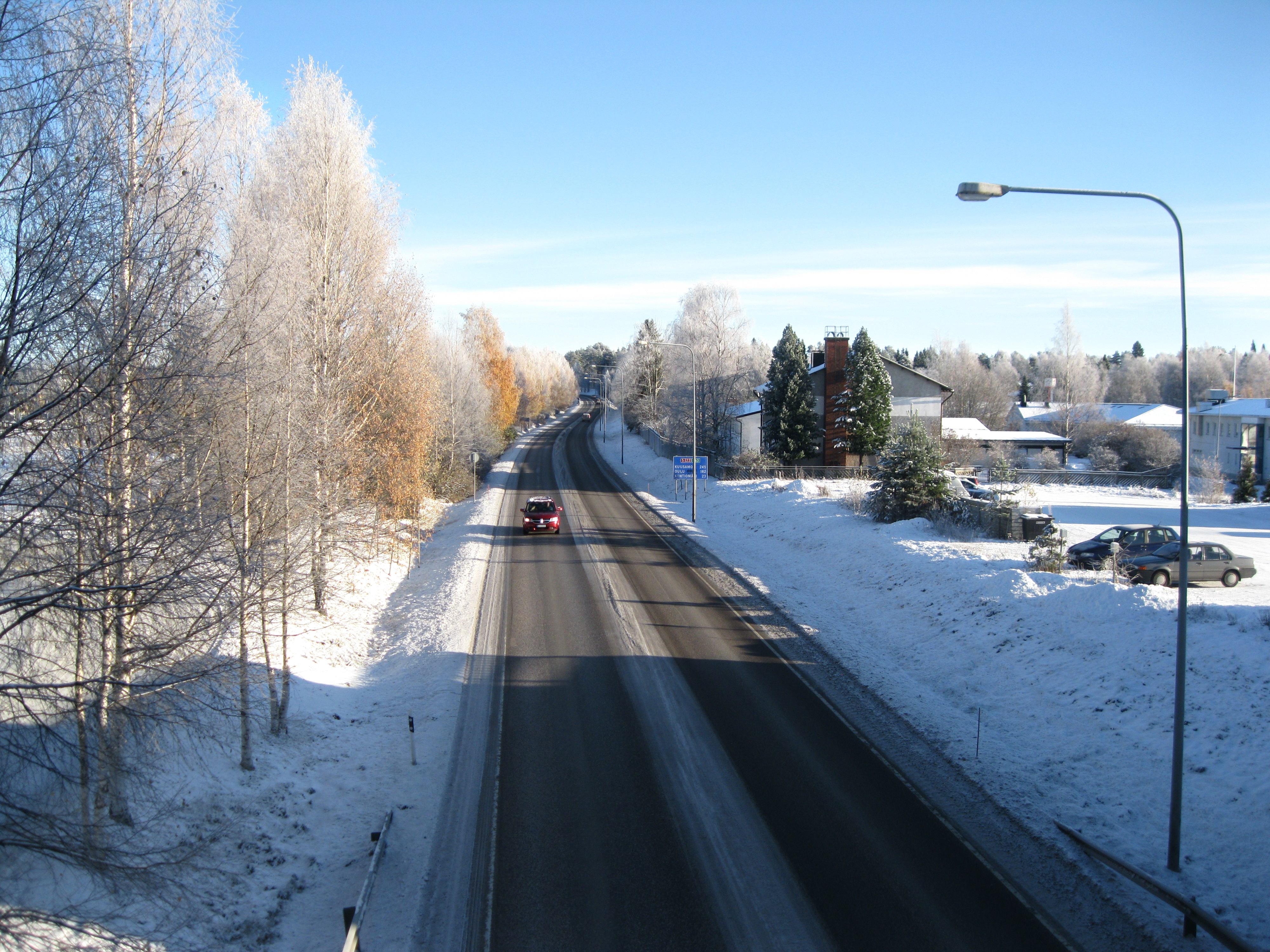
カヤーニ近郊

E63号線 (E63ごうせん、英: European route E63) は、フィンランドのソダンキュラとトゥルクを結ぶ、欧州自動車道路のAクラス幹線道路。

## 経路
- フィンランド
  - E75 ソダンキュラ
  - E75 ユヴァスキュラ
  - E12 タンペレ
  - E18 トゥルク